# Sacrilege B.C.
Sacrilege B.C. war eine US-amerikanische Thrash-Metal-Band aus Berkeley, Kalifornien, die im Jahr 1983 unter dem Namen Sacrilege gegründet wurde und sich 1991 auflöste. In ihrer Karriere spielte die Band unter anderem zusammen mit Gruppen wie D.R.I., Testament (damals noch unter dem Namen Legacy aktiv), Exodus, Possessed und Death Angel.

## Geschichte
Die Band wurde im Jahr 1983 vom Sänger Strephon Taylor und vom Gitarristen Tim Howell unter dem Namen Sacrilege gründet. Im November 1984 vervollständigte sich mit dem Schlagzeuger Matt Filmore, dem Gitarristen Gary Wendt und dem Bassisten Musashi „Moose“ Lethridge die Besetzung. Das Durchschnittsalter der Mitglieder bewegte sich hierbei bei etwa 16,5 Jahren. Howell und Wendt hatten das Gitarrenspiel durch die Hilfe von Joe Satriani erlernt. Im November 1985 nahm die Band ihr erstes Demo Party with God auf. Auf dem folgenden gleichnamigen Album, das von Mark Dentrom (Clown Alley) produziert wurde, kam Sean Smithson als neuer Bassist zur Band, wobei dieser Posten in der weiteren Zukunft der Band mit einem häufigen Besetzungswechsel verbunden sein sollte. Nachdem die Gruppe einen Vertrag bei Alchemy Records unterzeichnet hatte, änderte sie ihren Namen in Sacrilege B.C. um, da bereits eine gleichnamige englische Band existierte. Das B.C. stand hierbei für „Berkeley, California“. Party with God erschien im Jahr 1986 über Alchemy Records, ehe 1988 das Album Too Cool to Pray folgte, bevor sich die Gruppe im Jahr 1991 auflöste. Gitarrist Wendt gründete später die Band Skinlab.

## Stil
Holger Stratmann vom Metal Hammer ordnete das Album Party with God dem klassischen Thrash Metal aus der San Francisco Bay Area zu, wobei das Tempo hierauf fast durchweg hoch sei. Uwe Schnädelbach ordnete im Crash die Band dem klassischen Crossover zu. Laut classicthrash.com spiele die Band auf dem Album den vielleicht schnellsten Thrash Metal, ohne zu sehr in Hardcore Punk zu verfallen. Auf Too Cool to Pray sei die Band deutlich mit der Geschwindigkeit heruntergegangen.

## Diskografie
als Sacrilege
- 1985: Party with God (Demo, Eigenveröffentlichung)

als Sacrilege BC
- 1985: Demo 1985 (Demo, Eigenveröffentlichung)
- 1986: Party with God (Album, Alchemy Records)
- 1988: Too Cool to Pray (Album, Medusa Records)
- 1990: Demo 1990 (Demo, Eigenveröffentlichung)